# Шереметев, Александр Дмитриевич
Граф Александр Дмитриевич Шереметев (27 февраля (11 марта) 1859, Санкт-Петербург — 18 мая 1931, Сент-Женевьев-де-Буа) — русский меценат и музыкант-любитель из рода Шереметевых, создатель частного оркестра, начальник Придворной певческой капеллы, свиты Его Величества генерал-майор. Владелец усадеб Останкино, Ульянка, Вороново и Шереметев двор.

## Биография
Сын графа Дмитрия Шереметева от позднего брака с его второй женой, Александрой Мельниковой. Единокровный брат графа С. Д. Шереметева, внук графа Н. П. Шереметева и певицы Прасковьи Жемчуговой.

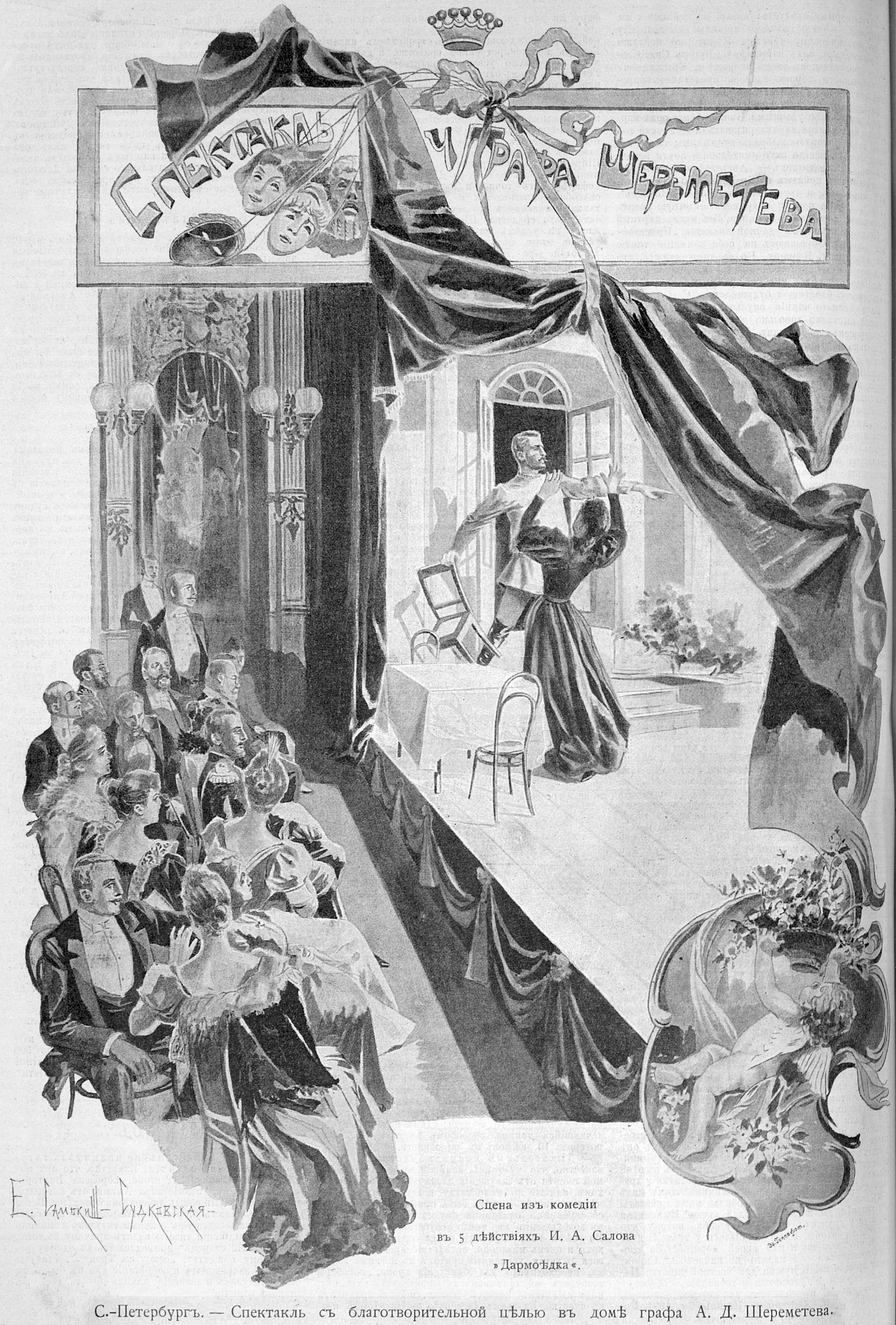
Спектакль в доме
А. Д. Шереметева, 1894 год.

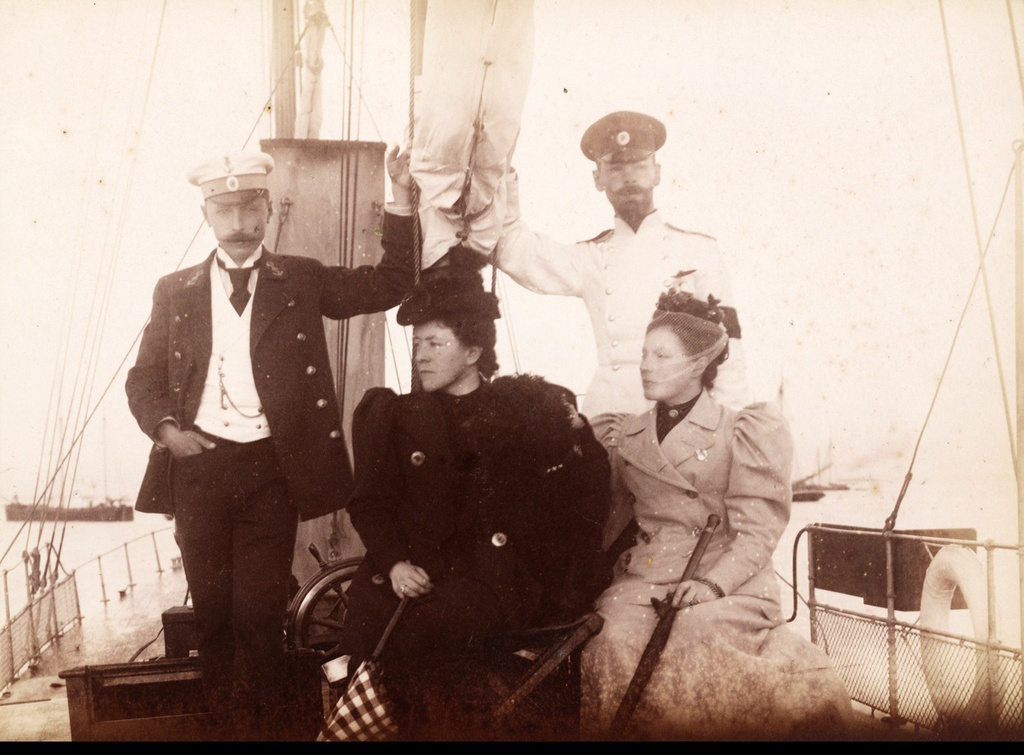
Шереметев А.Д.(слева) на яхте под Петербургом. 1893-1897 года.

Окончил Пажеский корпус (1881), откуда был выпущен корнетом в Кавалергардский Её Величества полк. В 1884—1889 годах — в отставке. В 1889—1894 годах — адъютант главнокомандующего войсками гвардии и Петербургского военного округа, c 1894 года — шталмейстер двора, с 1899 года — офицер для особых поручений при Военном министерстве. Флигель-адъютант (1902). Генерал-майор Свиты (1909). Начальник авиационно-автомобильных дружин при 6-й армии (1915). Уволен по болезни (14.04.1917).
Учился музыке у Теодора Лешетицкого (фортепиано), Ивана Мельникова (вокал), Василия Вурма (корнет-а-пистон). В 1882 году основал частный оркестр, который с 1898 года начал давать «народные» (общедоступные) симфонические концерты. В 1908 году пожертвовал 20 000 рублей на учреждение стипендий имени Н. А. Римского-Корсакова в Петербургской консерватории.
В 1910—1916 годы возглавлял в Санкт-Петербурге Музыкально-историческое общество, концерты которого составляли заметное дополнение к музыкальной жизни российской столицы: оркестр общества, в частности, познакомил публику с произведениями таких композиторов, как Ян Сибелиус и Рихард Штраус, а 21 декабря 1913 (3 января 1914) в обществе по инициативе Шереметева была представлена российская премьера оперы Рихарда Вагнера «Парсифаль» с приглашённой из Парижа Фелией Литвин в партии Кундри.
По инициативе Шереметева в Петербурге были установлены мемориальные доски Александру Даргомыжскому, Милию Балакиреву, Александру Серову и Модесту Мусоргскому, проводился всероссийский сбор средств на памятник Чайковскому. В 1901—1917 года — начальник Придворной певческой капеллы.
В возрасте 18 лет основал первую в России частную пожарную бригаду, позднее продолжил создавать и содержать пожарные команды в губерниях, где находились его родовые имения.
В 1892—1894 годы — первый председатель Российского Пожарного общества. В 1892 году участвовал в устройстве Всероссийской пожарной выставки. Издавал журнал «Пожарный».
После 1918 года граф на протяжении 10 лет жил на своей даче в посёлке Тюрисевя, теперь уже независимой Финляндии. К старости граф переехал в Париж.

## Семья

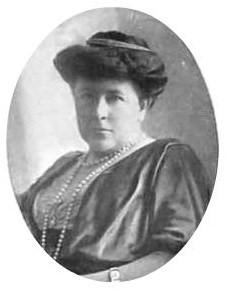
Графиня Мария Фёдоровна Шереметева, ур. Гейден

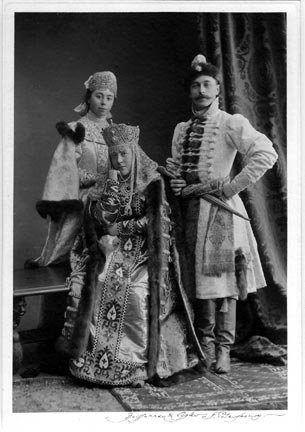
Александр Дмитриевич Шереметев с женой и дочерью Елизаветой на костюмированном балу 1903 года.

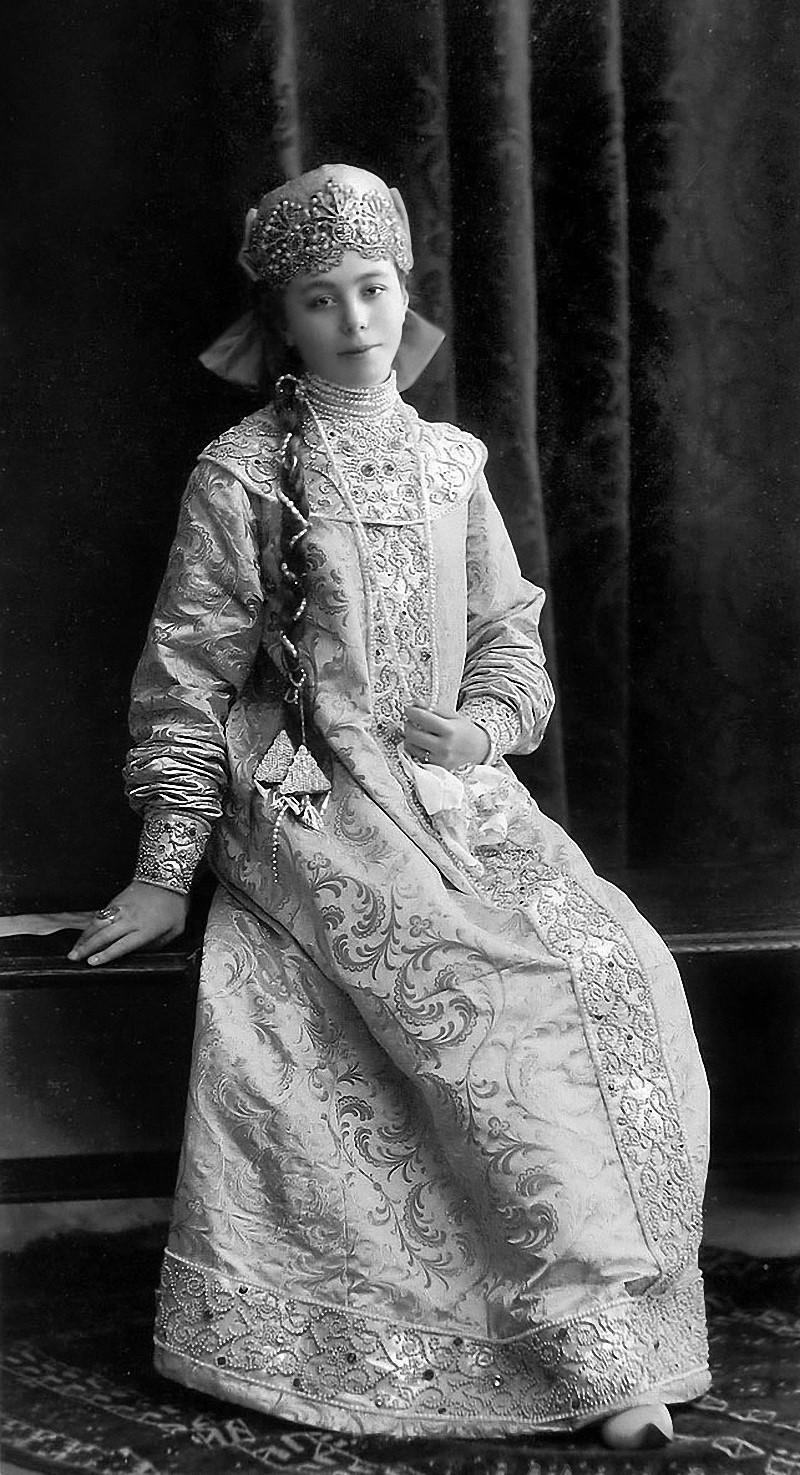
Дочь Шереметева Елисавета Александровна на балу. 1903 год.

В 1883 году женился на фрейлине графине Марии Фёдоровне Гейден (1863—1939), дочери графа Фёдора Логгиновича Гейдена, генерал-губернатора княжества Финляндского, и Елизаветы Николаевны, урождённой графини Зубовой. Супруги имели детей:
- Елизавета (1884—1962) — фрейлина, в первом браке (1906—1916) — супруга графа Сергея Платоновича Зубова (1881—1964), во втором (с 1910) — Владимира Ивановича фон Дерфельден (1881—1917), в третьем браке (с 1919?)— князя Ахилла Андроникова;
- Дмитрий (1885—1963) — офицер Кавалергардского полка, с 1908 года супруг графини Домны Алексеевны Бобринской (1886—1956), дочери графа Алексея Александровича Бобринского;
- Александра (1886—1944) — фрейлина, в первом браке (1907) — супруга Сергея Владимировича Шереметева (1880—1964), во втором (с 1920) — Александра Николаевича Фермора (1886—1931);
- Георгий (1887—1971) — супруг св. кнж. Екатерины Дмитриевны Голицыной (1889—1936), дочери св. кн. Дмитрия Борисовича Голицына.

## Награды
- Орден Святой Анны 1 степени (1916)
- Орден Святого Станислава 1-й степени (1913)
- Орден Святого Владимира 3 степени (1911)
- Орден Святого Владимира 4 степени (1896)
- Орден Святого Станислава 2-й степени (1906)
- Орден Святой Анны 3 степени (1900)
- Орден Святого Станислава 3-й степени (1892)
- Медаль «В память коронации императора Александра III»
- Медаль «В память царствования императора Александра III»
- Медаль «В память коронации Императора Николая II»

Иностранные:
- шведский Орден Вазы, кавалерский крест (1888);
- французский Орден Почётного легиона, кавалерский крест (1892);
- сербский Орден Таковского креста 4-й ст. (1892);
- черногорский Орден Князя Даниила I 4-й ст. (1894);
- турецкий Орден Османие 3-го кл. (1895);
- британский Королевский Викторианский орден 4-го кл. (1902);
- китайский Орден Двойного Дракона 2-го кл. 3-й ст. (1902);
- итальянский Орден Короны Италии 3-й ст. (1902);
- греческий Орден Спасителя 3-й ст. (1902);
- французский Орден Почётного легиона, офицерский крест (1902);
- персидский Орден Льва и Солнца 2-й ст. (1905);
- шведский Орден Меча, командорский крест 1-го кл. (1908);
- брауншвейгский Орден Генриха Льва 1-го кл. (1912)